# Kraesher Mooke
Kraesher Mooke Watson (Limón, 13 de marzo de 1984) es un exjugador costarricense de fútbol. Se desempeñó como lateral izquierdo.  
Mooke se caracterizó por su control de balón en la cancha y por su gran actuación con las selecciones menores de Costa Rica

## Trayectoria
Su debut en Primera División se dio durante la temporada 2001-2002 con la AD Limonense, un equipo de fútbol con poca trayectoria en Costa Rica y en Primera División.
Para la campaña 2002-2003 es fichado por el equipo Deportivo Saprissa. 
Además fue parte de diferentes procesos de las selecciones nacionales de Costa Rica. Participó con la Selección Infantil y la Selección Juvenil. Jugó en el Torneo Cotif en Valencia y en pre-olímpicos y pre-mundiales. Llegó a jugar en la Liga Uruguaya con el River Plate.
Mooke fue incapacitado durante 6 meses después de desgarrarse los ligamentos cruzados de una pierna en enero de 2012, mientras jugaba con el Deportivo Saprissa. Cuando regreso, el 18 de octubre de 2012, fue separado del equipo por indisciplina. Fue el último equipo con el que jugó profesionalmente, al  retirarse  a la prematura edad de 28 años en 2013.

### Selección nacional
Mooke jugó en la Copa Mundial de Fútbol Sub-17 de 2001 celebrada en Trinidad y Tobago. Sin embargo, nunca participó en eliminatorias ni en torneos mayores oficiales.

## Clubes
| Club                | País       | Año         |
| ------------------- | ---------- | ----------- |
| Limón FC            | Costa Rica | 2001 - 2002 |
| Saprissa            | Costa Rica | 2002 - 2003 |
| River Plate         | Uruguay    | 2003        |
| Santa Bárbara       | Costa Rica | 2003 - 2004 |
| Saprissa de Corazón | Costa Rica | 2004 - 2006 |
| Santos              | Costa Rica | 2006 - 2007 |
| Brujas FC           | Costa Rica | 2007 - 2009 |
| Santos              | Costa Rica | 2009 - 2010 |
| Limón FC            | Costa Rica | 2010 - 2011 |
| Saprissa            | Costa Rica | 2011 - 2012 |